# يوسف السعيدي
يوسف السعيدي (16 أغسطس 1994 بالدار البيضاء في المغرب - ) هو لاعب كرة قدم مغربي في مركز الوسط. لعب مع نادي نيور.

## روابط خارجية
- يوسف السعيدي على موقع رابطة كرة القدم الفرنسية للمحترفين (الإنجليزية)
- يوسف السعيدي على موقع قاعدة بيانات كرة القدم.إي يو (الإنجليزية)